# Путь Ільїча (Ленінський район)
Путь Ільїча (рос. Путь Ильича) — селище у Ленінському районі Волгоградської області Російської Федерації.
Населення становить 724 особи. Входить до складу муніципального утворення Ільїчевське сільське поселення.

## Історія
Селище розташоване у межах українського історичного та культурного регіону Жовтий Клин.
Згідно із законом від 14 лютого 2005 року № 1004-ОД органом місцевого самоврядування є Ільїчевське сільське поселення.

## Населення
| 2010 |
| ---- |
| 724  |